# Pintor de Atenas 581

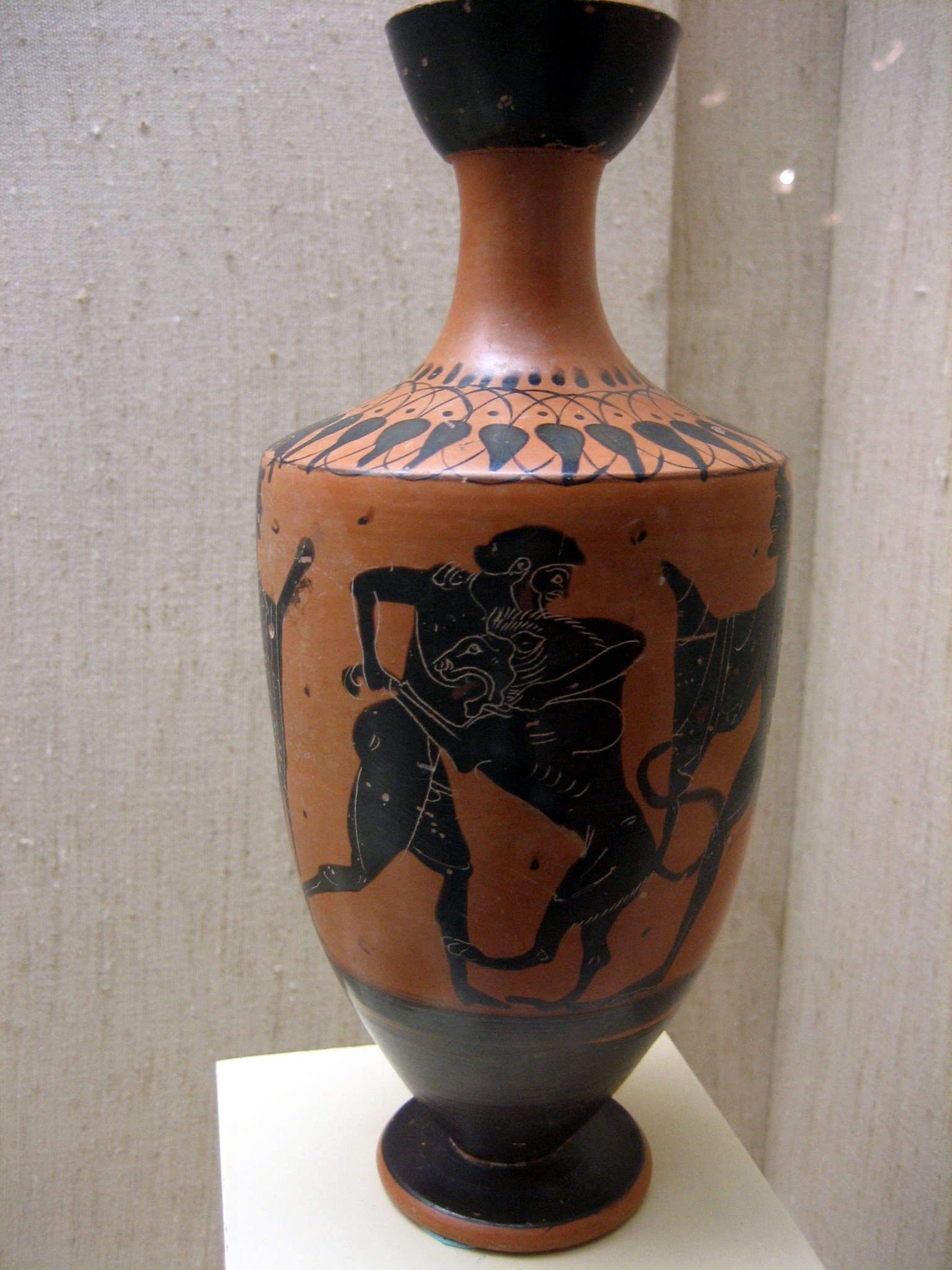
Heracles luchando con el león de Nemea. Lécito, c. 500 a. C. Museo de Arte Cicládico de Atenas.

El Pintor de Atenas 581 es el nombre de un pintor de vasos áticos del estilo de figuras negras que estuvo activo en Atenas en el primer cuarto del siglo V a. C. Recibió su nombre de C. H. Emilie Haspels a partir de un vaso del Museo Arqueológico Nacional de Atenas con el número de inventario 581. 
Este pintor perteneció a la Clase de Atenas 581, cuyo nombre también corresponde a un vaso epónimo; se le considera uno de los mejores pintores de esta Clase de pequeños lécitos, de calidad más bien modesta, y cercano al Pintor de Maratón.